# Polymère renforcé de fibres de carbone
Pour les articles homonymes, voir CFRP (homonymie).

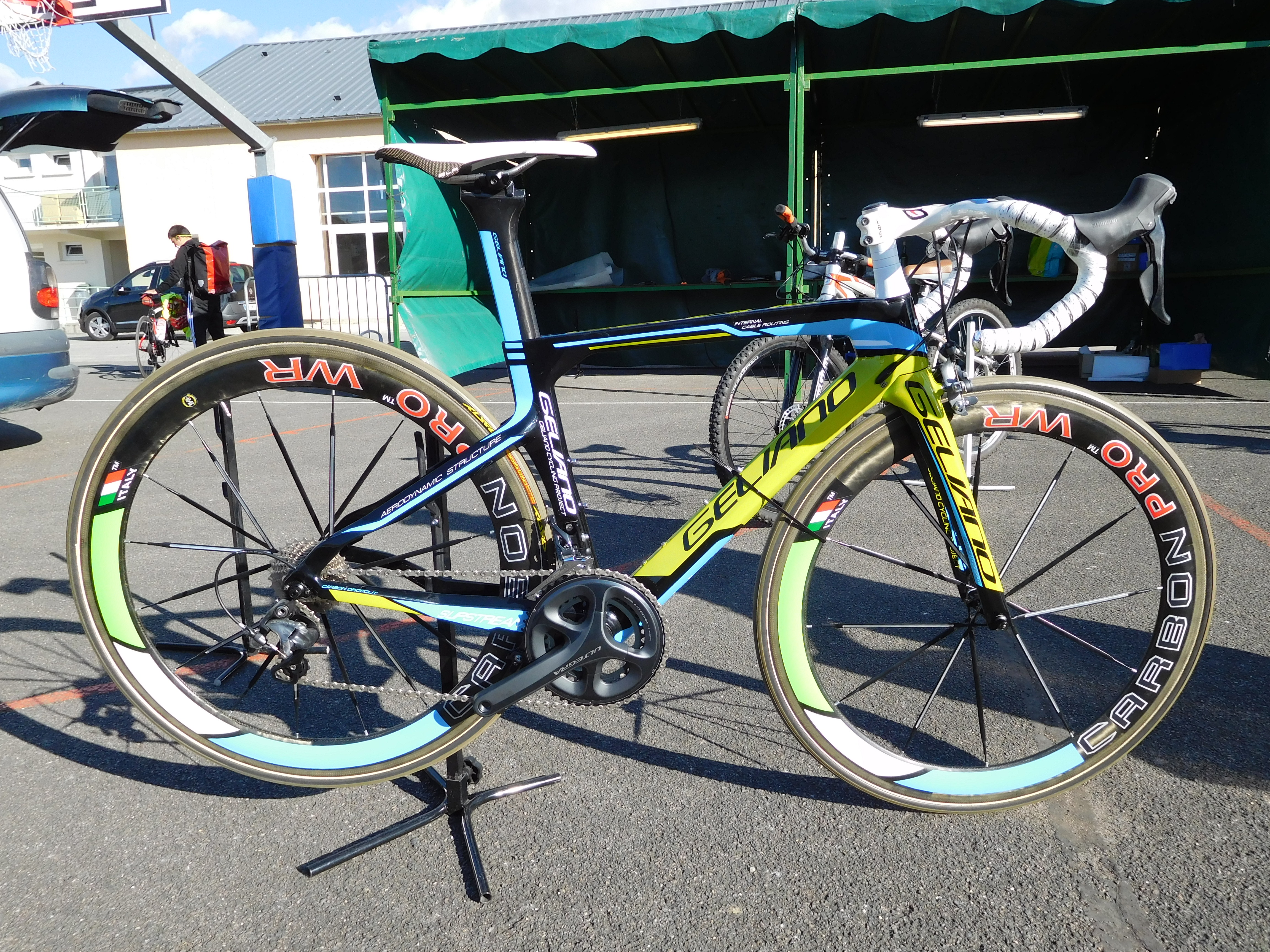
Vélo en PRFC

Le polymère renforcé de fibres de carbone, ou PRFC (en anglais Carbon Fiber Reinforced Polymer ou CFRP), est un matériau composite très résistant et léger. De la même manière que le plastique à renfort fibre de verre est appelé plus simplement « fibre de verre », le CFRP prend la dénomination usuelle de « fibre de carbone », voire « carbone ». La matrice généralement utilisée dans la fabrication du composite est une résine époxyde ; on peut aussi employer le polyester, le vinylester ou le polyamide. Le renfort du composite comporte des fibres de carbone, tissées ou non. Certains types de composites intègrent, en plus des fibres de carbone, d’autres fibres de renfort : Kevlar, aluminium, fibre de verre, ou plus récemment du titane (comme dans le carbotanium (en)). Les termes « plastique à renfort graphite » ou « plastique à renfort fibre graphite » (Graphite Fiber Reinforced Plastic ou GFRP) sont également employés, bien que peu usités.
On lui trouve de nombreuses applications dans les domaines de l’aéronautique et de l’automobile, dans la fabrication de bateaux, mais aussi dans la réalisation de vélos modernes. L’amélioration des procédés de mise en forme du composite a considérablement réduit les coûts et le temps de fabrication, permettant de l’utiliser dans des objets de grande consommation : ordinateurs portables, trépieds, cannes à pêche, cadres de raquettes de tennis, corps d’instruments de musique, cordes de guitare classique, matériel de paintball, etc.

## Composite
Les matériaux comprenant une matrice et un renfort sont couramment appelés matériaux composites. Le choix de la matrice peut avoir un grand impact sur les propriétés finales du matériau. Une des méthodes utilisées pour produire des pièces en graphite-époxy consiste à appliquer des couches de fibre de carbone tissées dans un moule ayant la forme de la pièce définitive. L’orientation et le tissage des fibres sont choisis dans l’optique d’optimiser la résistance et la rigidité du matériau. Le moule est ensuite rempli de résine époxyde, puis chauffé, ou laissé à l'air libre. Les pièces produites sont très résistantes à la corrosion, rigides, et offrent des propriétés mécaniques remarquables malgré leur masse réduite. Pour des pièces utilisées dans des secteurs peu critiques, on peut utiliser un préimprégné (les fibres de carbone sont préimprégnées par la résine époxyde) ou étaler directement la résine époxyde sur les fibres. Pour les secteurs critiques, les moules sont enveloppés dans des sacs étanches, puis le vide est créé. Les pièces peuvent également passer dans un autoclave, car la moindre bulle d’air dans le matériau peut réduire sa résistance globale.

### Processus de fabrication
Le processus de fabrication des pièces en PRFC varie suivant le type de pièce, l’état de surface requis, et la quantité à produire.
Pour des pièces en production limitée (1  à   2 pièces par jour), un sac à vide peut être employé. Un moule en fibre de verre ou en aluminium est poli, enduit de cire, et un agent de démoulage est appliqué sur la surface, avant la mise en place du tissu et de la résine. Il existe deux méthodes pour appliquer la résine dans un moule sous vide. La première est appelée « wet layup » : les deux composants de la résine sont mélangés avant d’être appliqués sur le moule et placés sous vide. La seconde est une méthode d’injection de résine : le tissu et le moule sont placés dans le sac étanche. Le vide produit à l’intérieur du sac aspire la résine le long d’un petit tube percé et la répand uniformément sur la matrice.
Une méthode plus rapide consiste à utiliser un moule de compression. Il se décompose en deux parties (mâle et femelle), généralement réalisées en fibre de verre ou en aluminium. Les deux parties sont boulonnées, avec, entre les deux, la résine et le tissu de fibres de carbone. L’avantage est qu’une fois boulonné, l’ensemble peut être déplacé ou stocké sans création de vide, et ce bien après le durcissement de la pièce. Cependant le moule requiert du matériel pour maintenir les deux parties du moule jointes.
La plupart des pièces en PRFC sont réalisées avec une seule couche de fibre de carbone, complétée par de la fibre de verre. Dans ce cas, l’utilisation d’un pistolet de moulage par projection simultanée est conseillée. Le pistolet est un outil pneumatique qui découpe de la fibre de verre provenant d’une bobine et qui pulvérise la résine en même temps. La résine est soit mélangée en externe (le durcisseur et la résine sont projetés séparément) ou en interne, ce qui implique un nettoyage systématique du pistolet après chaque utilisation.
Pour les pièces complexes à réaliser (comme les tubes), on utilise un bobineur de fibres.

## Usage automobile
Le PRFC est très utilisé en compétition automobile. Le coût élevé de la fibre de carbone est compensé par le rapport exceptionnel résistance mécanique / masse, la masse étant un critère essentiel dans ce domaine. Les constructeurs ont développé des méthodes pour rigidifier les pièces en fibre de carbone selon une direction précise, celle du chargement considéré. Inversement, des tissus de fibre de carbone omnidirectionnels ont également été développés, permettant de retrouver les mêmes propriétés mécaniques quelle que soit la direction de l'effort. Ce type de tissu est généralement utilisé pour la fabrication de cellule de survie pour les châssis monocoques.
Ces dernières décennies, plusieurs « supercars » ont intégré massivement le PRFC, notamment pour les éléments de carrosserie et d’autres composants.
Jusqu’à récemment, ce matériau n'entrait que rarement dans la fabrication de voitures de série, ceci principalement à cause du surcoût entraîné par l’achat de nouveaux équipements et par le manque de personnes qualifiées dans ce domaine. Aujourd’hui, plusieurs grands constructeurs se mettent à adopter le PRFC pour la voiture de monsieur tout le monde : BMW i3…
L’usage de ce matériau fut plus rapidement adopté par des petits constructeurs, l’utilisant en remplacement de la fibre de verre pour la fabrication des panneaux de carrosserie sur certains de leurs modèles haut de gamme. L’objectif fut de réduire la masse tout en augmentant la résistance mécanique.
Les amateurs de courses de rue, ou de tuning remplacent généralement leur capot, leur déflecteur ou certains éléments de la carrosserie par leur équivalent en PRFC. Cependant, ces pièces sont rarement faites à 100 % de fibre de carbone. Généralement, une simple couche de fibre de carbone est stratifiée sur de la fibre de verre, afin de donner l’aspect « carbone ».

## Usage dans le génie civil
Ces vingt dernières années, le PRFC a pris une place prépondérante dans les applications d’ingénierie des structures. Étudié dans un contexte académique pour les bénéfices potentiels qu’il pourrait apporter au domaine de la construction, il s’est révélé être une solution économiquement viable dans de nombreux secteurs : renforcement du béton, maçonnerie, structures en acier et en bois. Il est généralement utilisé de deux façons : soit en ajout pour renforcer une structure existante, soit dès le début d’un projet en alternative à l’acier comme matériau de précontrainte.
L’ajout en renfort pour des structures existantes demeure son utilisation principale en génie civil, que ce soit pour augmenter la capacité en chargement d’anciennes structures (comme les ponts) conçues à l’époque pour des contraintes moins importantes, pour améliorer le comportement face aux activités sismiques, ou pour la réparation de bâtiments endommagés. Le critère économique explique le succès de cette méthode : renforcer une structure défaillante coûte beaucoup moins cher que le remplacement total de la structure. Grâce à sa grande rigidité, il peut être utilisé sous les portées de ponts pour éviter les déformations excessives, ou entouré autour de poutres pour limiter les contraintes de cisaillement.
Utilisé en remplacement de l’acier, le PRFC sous forme de barres vient renforcer les structures en béton (béton armé). Plus généralement il est utilisé comme matériau de précontrainte à cause de sa rigidité et de son module d’élasticité élevés. Les avantages du PRFC sur l’acier en tant que matériau de précontrainte sont une masse réduite et la résistance à la corrosion, ce qui autorise des applications spéciales, en environnement marin par exemple.
Le PRFC est plus coûteux que les matériaux composites également employés dans l’industrie du bâtiment, comme les polymères à renfort fibre de verre (GFRP : Glass Fibre Reinforced Polymer) et les polymères à renfort fibre aramide (AFRP : Aramid Fibre Reinforced Polymer), bien qu’il soit considéré comme ayant des propriétés supérieures.
Des recherches sont effectuées sur l’emploi du PRFC en ajout ou en remplacement de l’acier, comme matériau de renfort ou de précontrainte. Le coût reste un problème majeur, et les questions de tenue à long terme demeurent. Certaines de ces questions touchent à la fragilité du matériau, qui contraste avec la ductilité de l’acier. Bien que des codes de conception aient été établis par des organismes tels que l’American Concrete Institute, il reste cependant des interrogations au sein des ingénieurs pour l’implantation de ces matériaux alternatifs. Ceci est principalement dû au manque de normalisation et aux brevets posés sur les combinaisons fibre/résine. Cela représente cependant un avantage, car les propriétés mécaniques du matériau peuvent être adaptées sur mesure aux exigences d'une application donnée.

## Autres usages
Le PRFC est très utilisé pour les équipements sportifs haut de gamme tels les vélos de course. À résistance mécanique égale, un cadre en fibre de carbone est plus léger qu’un cadre en tubes d’aluminium ou d’acier. Le tissage des fibres doit être choisi de manière à obtenir la plus grande rigidité. La diversité des formes pouvant être obtenues grâce à la fibre de carbone a ouvert la voie à des recherches aérodynamiques dans le profil des tubes. Les cadres, fourches, guidons, et pédales en PRFC deviennent de plus en plus courants sur les vélos de moyen et haut de gamme. Malgré les avantages intrinsèques du matériau, on reporte des cas de rupture de certains éléments, provoquant de graves accidents. On utilise aussi la fibre de carbone pour les raquettes de tennis, les cannes à pêche, et les coques d’avirons.
Un autre domaine où le PRFC est très utilisé est le nautisme , particulièrement sur les voiliers de haute performance , où sa résistance-légèreté est très appréciée , et où le prix n'est pas un obstacle (sponsors) . Exemples : trimarans, catamarans transocéaniques , bateaux du Vendée Globe  , coupe de l'América... La fibre de carbone commence même à être utilisée (2016) sur le bateau de "monsieur-tout-le-monde" sur les mâts de voilier (meilleure résistance que l'alliage d'aluminium et moins de poids en hauteur) .
Une grande partie du fuselage des nouveaux Boeing 787 Dreamliner et Airbus A350 XWB est composée de PRFC, le rendant plus léger qu’un fuselage identique en aluminium, avec l’avantage de réduire les inspections de maintenance grâce à une résistance à la fatigue accrue.
On retrouve la fibre de carbone dans certains équipements audio haut de gamme, comme les platines ou les haut-parleurs.
Il est également utilisé dans de nombreux instruments de musique : archets de violon, corps de violoncelles, colonnes de harpes, tuyaux mélodiques de cornemuse (en remplacement de l’ébène), sifflets ou encore didgeridoos.
Dans les armes à feu, il est un bon substitut au métal, au bois ou à la fibre de verre dans certaines parties pour réduire le poids global. Son usage reste cependant limité au corps externe de l’arme, les parties internes étant toujours fabriquées à partir d’alliages métalliques.

## Recyclage
Les plastiques à renfort fibre de carbone ont un cycle de service quasi-infini. Mais quand il devient nécessaire de les recycler, ils ne peuvent être refondus comme les métaux ou comme certains plastiques. À l'heure actuelle, la meilleure méthode consiste à les broyer afin de récupérer la fibre de carbone. Cette opération réduit de manière significative la longueur des fibres. Comme pour le papier recyclé, l’utilisation de fibres de carbone raccourcies entraîne une baisse des caractéristiques mécaniques du produit fini par rapport au produit original. Mais dans certains secteurs industriels, cette baisse n’a pas d’importance. Par exemple, on retrouve du PRFC recyclé dans les ordinateurs portables, où il vient renforcer les éléments en plastique, même si sa résistance mécanique est inférieure à un PRFC utilisé en aéronautique.